# 王妃マルゴ (映画)
『王妃マルゴ』（おうひマルゴ、La Reine Margot）は、1994年制作のフランス映画。

## 概要
アレクサンドル・デュマ・ペールの同名小説の映画化作品。本国フランスでは『ジェルミナル』（ゾラ原作）を超える製作費で話題となった。カンヌ国際映画祭にて審査員賞、女優賞を受賞した。
監督は、フランス演劇界の巨匠的存在である演出家兼映画監督のパトリス・シェロー、主演の王妃マルゴ役にイザベル・アジャーニ。共演は王妃の兄フランス王シャルル9世にジャン＝ユーグ・アングラード、夫のナヴァール王アンリにダニエル・オートゥイユ、マルゴの不倫相手であり新教徒（プロテスタント）の青年貴族ラ・モール伯爵にヴァンサン・ペレーズ、母后カトリーヌに大女優ヴィルナ・リージと、豪華キャストを揃えた歴史超大作である。

## あらすじ
王女でありながら、男漁りに街に繰り出すような奔放な生活を送っている淫蕩なマルゴは、新教徒のナヴァール王アンリと政略結婚をすることになった。パリはアンリとマルゴの婚礼に列席するためにやってきたカトリック教徒と新教徒であふれかえっていた。母后カトリーヌはコリニー提督を父ともあおぐ国王シャルルの敬愛ぶりに危機感を抱き、コリニーの暗殺を企てるも失敗する。新教徒からの仕返しを恐れたカトリーヌはギーズ公と結託し、凄惨なサン・バルテルミの虐殺を起こす。襲撃され傷ついた新教徒の青年ラ・モールはマルゴの庇護を求め、恋に落ちた二人は逢瀬を重ねていく。そんな中、母后カトリーヌは息子である王子たちに成り代わり、未来のフランス王になると占いの結果が出たアンリを恐れ、彼の暗殺を画策するが、アンリに渡るはずだった毒物を誤って先に兄王シャルルが摂取してしまい、シャルルは毒に苦しみながら、原因が母にあることを知る。ことの顛末を隠蔽しようとしたカトリーヌはラ・モールを犯人として仕立て上げてしまった。マルゴの懇願も叶わず、ラ・モールは処刑され、シャルルも毒のため命を落す。傷心のマルゴはラ・モールの生首を抱き、夫アンリの元に向かうのだった。

## キャスト
※括弧内は日本語吹替（VHS版）
- 王妃マルゴ - イザベル・アジャーニ（田中敦子）
- シャルル9世 - ジャン＝ユーグ・アングラード（松橋登）
- ナヴァール王アンリ - ダニエル・オートゥイユ（金尾哲夫）
- ラ・モール伯爵 - ヴァンサン・ペレーズ（堀内賢雄）
- 母后カトリーヌ - ヴィルナ・リージ（京田尚子）
- アンジュー公アンリ - パスカル・グレゴリー（大塚芳忠）
- シャルロット・ド・ソーヴ - アーシア・アルジェント
- アンリエット・ド・ヌヴェール - ドミニク・ブラン
- アランソン公フランソワ - ジュリアン・ラッサム
- ココナス伯爵 - クラウディオ・アメンドラ
- ギーズ公アンリ - ミゲル・ボセ（速水奨）
- コリニー提督 - ジャン＝クロード・ブリアリ
- ナンセー - トーマス・クレッチマン

## スタッフ
- 監督・脚本：パトリス・シェロー
- 製作：クロード・ベリ
- 脚本：ダニエル・トンプソン
- 原作：アレクサンドル・デュマ・ペール『王妃マルゴ』
- 撮影：フィリップ・ルースロ
- 音楽：ゴラン・ブレゴヴィッチ